# 1. Division (Belgien) 2011/12
Die 1. Division 2011/12 (offiziell Jupiler Pro League) war die 109. Spielzeit der höchsten belgischen Spielklasse im Männerfußball. Sie begann am 29. Juli 2011 und endete am 20. Mai 2012.
Der RSC Anderlecht gewann seine 31. Meisterschaft vor dem FC Brügge und Titelverteidiger KRC Genk.

## Modus

### Reguläre Saison
In der Saison 2011/12 nahmen 16 Mannschaften teil. Diese spielten zunächst in einer Doppelrunde die reguläre Saison aus. Die Abschlusstabelle diente als Grundlage für die Qualifikation zu verschiedenen Platzierungsrunden.

### Meisterschafts-Finalrunde
Die ersten sechs Teams qualifizierten sich für die Meisterrunde und ermittelten den belgischen Meister. Dabei bekamen die teilnehmenden Mannschaften jeweils die Hälfte der in der regulären Saison erreichten Punkte gutgeschrieben. Bei halben Punkten wurde auf die nächsthöhere Punktzahl aufgerundet. Bei Punktgleichheit wurde der halbe Punkt bei den betroffenen Mannschaften wieder abgezogen. Die Finalrunde wurde mit Hin- und Rückspiel ausgetragen. Der Tabellenerste und der -zweite qualifizierten sich für die Playoff-Runde der UEFA Champions League 2012/13. Der Tabellendritte qualifizierte sich für die Qualifikationsrunde 3 der UEFA Europa League 2012/13. Der Tabellenvierte bestritt in Hin- und Rückspiel eine Playoff-Begegnung gegen den Gewinner des Playoff-Finalspiels zwischen den beiden Gruppenersten der Europa-League-Playoff Gruppen. Der Tabellenfünfte und -sechste waren nicht international qualifiziert.

### Play-offs
Die Mannschaften, die in der regulären Saison die Plätze 7 bis 14 erreicht hatten, qualifizierten sich für die Play-offs. Die acht teilnehmenden Vereine wurden gemäß ihren Platzierungen nach folgendem Schlüssel in zwei Gruppen mit je vier Teams aufgeteilt:
| Gruppe A | 7 | 9  | 12 | 14 |
| Gruppe B | 8 | 10 | 11 | 13 |

Die Gruppenspiele der Play-offs wurden mit Hin- und Rückspiel ausgetragen, eine Punktegutschrift wie in der Meisterschafts-Finalrunde gab es nicht. Die Gewinner der beiden Staffeln qualifizierten sich für das Finale. Dort wurde in Hin- und Rückspiel der Sieger der Play-offs ermittelt, der in einem weiteren Playoff-Spiel gegen den Tabellenvierten der Meisterschafts-Finalrunde einen Startplatz in der 2. Qualifikationsrunde der UEFA Europe League ermittelte.

### Relegation
Der letzt- und vorletztplatzierte der regulären Saison bestreiten die Relegation. Es werden fünf Spiele zwischen den beiden Mannschaften ausgetragen. Dabei erhält der Vorletzte der regulären Saison einen Bonus von drei Punkten und darf zusätzlich ein Heimspiel mehr austragen als der Letzte. Der Verlierer der Relegation steigt direkt in die zweite Liga ab, der Gewinner bestreitet eine zusätzliche Relegationsrunde mit drei Teams aus der 2. Division.

## Teilnehmer

### Vereine im Überblick
In der Saison 2011/12 spielten 16 Mannschaften in der 1. Division. 13 Vereine kamen aus Flandern, zwei Vereine aus Wallonie und ein Verein aus der Brüsseler Region.
| 13 aus Flandern            | FC Brügge          | Cercle Brügge    | VV St. Truiden | SV Zulte-Waregem |
|                            | KAA Gent           | Lierse SK        | SC Lokeren     | Beerschot AC     |
|                            | KV Mechelen        | KVC Westerlo     | KRC Genk       | KV Kortrijk      |
|                            | Oud-Heverlee Löwen |                  |                |                  |
| 2 aus Wallonien            | RAEC Mons          | Standard Lüttich |                |                  |
| 1 aus der Brüsseler Region | RSC Anderlecht     |                  |                |                  |

### Stadien der Saison 2011/12
| Verein             | Stadt        | Stadion                        | Stadionkapazität |
| ------------------ | ------------ | ------------------------------ | ---------------- |
| KAA Gent           | Gent         | Jules Ottenstadion             | 12.919           |
| RSC Anderlecht     | Anderlecht   | Constant-Vanden-Stock-Stadion  | 26.361           |
| Cercle Brügge      | Brügge       | Jan-Breydel-Stadion            | 29.042           |
| Oud-Heverlee Löwen | Löwen        | Stadion Den Dreef              | 09.016           |
| FC Brügge          | Brügge       | Jan-Breydel-Stadion            | 29.042           |
| RAEC Mons          | Mons         | Stade Charles Tondreau         | 12.662           |
| Beerschot AC       | Antwerpen    | Olympiastadion                 | 13.500           |
| KV Kortrijk        | Kortrijk     | Guldensporenstadion            | 09.399           |
| KV Mechelen        | Mechelen     | Argosstadion Achter De Kazerne | 14.145           |
| Lierse SK          | Lier         | Herman Vanderpoortenstadion    | 14.538           |
| SC Lokeren         | Lokeren      | Daknamstadion                  | 09.560           |
| KRC Genk           | Genk         | Cristal Arena                  | 24.604           |
| Standard Lüttich   | Lüttich      | Stade Maurice Dufrasne         | 30.023           |
| VV St. Truiden     | Sint-Truiden | Staaienveld                    | 11.337           |
| KVC Westerlo       | Westerlo     | Het Kuipje                     | 07.982           |
| SV Zulte Waregem   | Waregem      | Regenboogstadion               | 08.500           |

## Ergebnisse

### Reguläre Saison

#### Abschlusstabelle
| Pl. | Verein                 | Sp. | S  | U  | N  | Tore    | Diff. | Punkte |
| --- | ---------------------- | --- | -- | -- | -- | ------- | ----- | ------ |
| 1.  | RSC Anderlecht         | 30  | 20 | 7  | 3  | 061:260 | +35   | 67     |
| 2.  | FC Brügge              | 30  | 19 | 4  | 7  | 051:320 | +19   | 61     |
| 3.  | KAA Gent               | 30  | 17 | 5  | 8  | 063:350 | +28   | 56     |
| 4.  | Standard Lüttich (P)   | 30  | 14 | 9  | 7  | 043:330 | +10   | 51     |
| 5.  | KRC Genk (M)           | 30  | 13 | 7  | 10 | 060:440 | +16   | 46     |
| 6.  | KV Kortrijk            | 30  | 13 | 7  | 10 | 039:360 | +3    | 46     |
| 7.  | Cercle Brügge          | 30  | 13 | 7  | 10 | 036:370 | −1    | 46     |
| 8.  | SC Lokeren             | 30  | 11 | 11 | 8  | 048:400 | +8    | 44     |
| 9.  | KV Mechelen            | 30  | 10 | 7  | 13 | 040:500 | −10   | 37     |
| 10. | RAEC Mons (N)          | 30  | 9  | 9  | 12 | 050:550 | −5    | 36     |
| 11. | Germinal Beerschot     | 30  | 9  | 9  | 12 | 045:510 | −6    | 36     |
| 12. | Lierse SK              | 30  | 6  | 13 | 11 | 024:360 | −12   | 31     |
| 13. | SV Zulte Waregem       | 30  | 6  | 12 | 12 | 033:370 | −4    | 30     |
| 14. | Oud-Heverlee Löwen (N) | 30  | 7  | 8  | 15 | 038:580 | −20   | 29     |
| 15. | KVC Westerlo           | 30  | 5  | 5  | 20 | 029:590 | −30   | 20     |
| 16. | VV St. Truiden         | 30  | 3  | 10 | 17 | 032:610 | −29   | 19     |

| (M) | amtierender belgischer Meister                       |
| (P) | amtierender belgischer Pokalsieger                   |
| (N) | Neuaufsteiger der letzten Saison aus der 2. Division |

## Die Meistermannschaft des RSC Anderlecht
(in Klammern sind die Spiele und Tore angegeben, inklusive Meisterschafts-Play-offs)
| 1. | RSC Anderlecht |
|    | - Tor: Silvio Proto (38/-); Michaël Cordier (1/-); Davy Schollen (1/-) - Abwehr: Cheikhou Kouyaté (38/-); Roland Juhász (36/4); Marcin Wasilewski (30/3); Behrang Safari (24/-); Denis Odoi (19/-); Olivier Deschacht (16/-); Jordan Lukaku (5/-); Samuel (4/-) - Mittelfeld: Guillaume Gillet (37/14); Sacha Klještan (35/4); Fernando Canesin (33/1); Lucas Biglia (30/2); Kanu (15/4); Mulota Kabangu (12/3); Lukáš Mareček (9/-); Bedi Mbenza (7/-); Dennis Praet (7/-); Oleksandr Jakowenko (4/-); Ronald Vargas (4/-); Guillermo Molins (3/-) - Sturm: Matías Suárez (35/13); Milan Jovanović (35/9); Dieumerci Mbokani (26/13); Tom De Sutter (24/3); Nathan Kabasele (3/1); Ziguy Badibanga (3/-) - Trainer: Ariël Jacobs |

- Romelu Lukaku (2/2), Jonathan Legear (2/-) und Reynaldo (1/-) haben den Verein während der Saison verlassen.